# 谢永旺
谢永旺（1933年4月19日—2022年8月30日），笔名沐阳、伊新，男，河北三河人，中国编辑家、文学批评家，《文艺报》原主编，编审，中国作家协会名誉委员。著有评论集《当代小说闻见录》。

## 生平
1933年，谢永旺生于河北省三河县。1940年，开始在北平上小学和中学。1952年至1956年，就读于西北艺术学院文学系和兰州大学中文系。1956年加入中国共产党，同年兰州大学毕业后，到《文艺报》理论组任编辑。1962年9月号《文艺报》刊载了他以笔名“沐阳”发表的文章《从邵顺宝、梁子老汉所想到的……》，引发有关“中间人物”的文学论争。
1966年文化大革命开始后，曾在文化部咸宁五七干校劳动。1971年6月调入人民文学出版社，担任小说组编辑。期间出版了李心田的中篇小说《闪闪的红星》、郭澄清的长篇小说《大刀记》、济南部队业余作者的短篇小说集《沂蒙山高》，选编出版了《侯金镜文艺评论选集》。1978年7月中国作家协会《文艺报》复刊后，担任该刊编辑部主任。1981年7月，调任中国作家协会创作研究室主任，其间兼任《人民文学》编委，主持编辑了《当代作家论》第一卷（作家出版社出版），参编新时期中篇小说名作丛书（海峡文艺出版社出版）并任编委。1985年1月起任《文艺报》主编。1994年退休。2022年8月30日15时34分在北京逝世。

## 出版物
- 谢永旺. . 文学评论家丛书. 北京: 人民文学出版社. 1995. ISBN 7-02-002056-9.